# Арбун (улус)
Арбун (рос. Арбун) — улус Курумканського району, Бурятії Росії. Входить до складу Сільського поселення Барагхан.
Населення — 8 осіб (2015 рік).